# Mohamed El Khatib
Pour les articles homonymes, voir Khatib.
Œuvres principales
Moi, Corinne Dadat, Finir en beauté, C'est la vie, Stadium, Renault 12, La Dispute, Boule à neige, L'Acteur fragile, Gardien party
Mohamed El Khatib, né le 14 mai 1980 à Beaugency, est un dramaturge, metteur en scène et réalisateur français.

## Biographie

### Jeunesse et formation
Né d'une mère femme de ménage et d'un père ouvrier dans une fonderie, Mohamed El Khatib est issu d'une famille marocaine de cinq enfants. Après une carrière éclair de footballeur, il se tourne vers la sociologie : il étudie en hypokhâgne et khâgne puis intègre Sciences Po et obtient un DEA de géographie à Mexico. Il devient parallèlement rédacteur de reportages culturels pour l'édition mexicaine du Monde diplomatique. Il s'engage ensuite dans une thèse sur la critique théâtrale dans la presse nationale.
À l'université d'Artois à Liévin, il est artiste associé au laboratoire de sociologie SHERPA. À cette même période, il travaille comme chargé de mission Théâtre au service culture du conseil régional de Basse-Normandie à Caen. Dans ce cadre, il organise avec l'association des Ceméa (centres d'entraînement aux méthodes actives d'éducation)[Quoi ?] des camps de théâtre pour les jeunes défavorisés au festival d'Avignon.

### Carrière artistique
Il crée le collectif Zirlib en 2008 selon le postulat suivant: l'esthétique n'est pas dépourvue de sens politique. Il écrit et crée sa première pièce A l'abri de rien en 2010, puis Sheep en 2012. C'est en 2014, au cours d'une résidence de recherche à L'L - Bruxelles (laboratoire de recherche en création contemporaine), qu'il affirme son geste théâtral singulier avec Finir en beauté, pièce sur la mort de sa mère et pour laquelle il obtient le grand prix de littérature dramatique en octobre 2016. 
En 2014, il met en scène Moi, Corinne Dadat, l'histoire d'une femme de ménage rencontrée alors qu'il anime des ateliers de théâtre au lycée Sainte-Marie de Bourges. 
En 2017, il crée C'est la vie, dont le texte est primé par l'Académie française : une pièce avec deux comédiens qui ont perdu un enfant, qui entremêle la part de jeu et la part de réalité. La même année, il fait monter sur scène 58 supporters du Racing Club de Lens pour Stadium implantant l'univers du stade dans le théâtre, ou convie le cinéaste Alain Cavalier dans Conversation. 
Mohamed El Khatib poursuit sa recherche sur la famille et l'héritage avec son film Renault 12, un road-movie initiatique entre Orléans et Tanger, puis avec La Dispute, réunissant des enfants de huit ans qui témoignent de la séparation de leurs parents. Il écrit en 2019 L'Acteur fragile, un monologue pour Éric Elmosnino, témoignant à sa manière du paradoxe de l'acteur. 
Avec Boule à neige, en 2020, il invite sur scène l'historien Patrick Boucheron, s'interroge, à travers l'origine et la trajectoire de la boule à neige, sur les rapports entre le kitsch, l'histoire de l'art et la mise sous cloche du monde.
En duo avec Valérie Mréjen, Mohamed El Khatib crée LBO, un centre d'art situé dans un Ehpad.

### Démarche artistique
L'œuvre et le travail de Mohamed El Khatib consistent à mêler sur scène des acteurs et des personnes non professionnelles dans un grand degré d’authenticité, pouvant se lier au travail d'artistes comme le groupe Berlin, Milo Rau, Jérôme Bel ou Michel Schweizer. Ses pièces naissent de rencontres et d'échanges, confrontant le quotidien le plus banal à une esthétique exigeante.

## Spectacles
- 2010 : À l'abri de rien[19]
- 2012 : Sheep[20]
- 2014 : Moi, Corinne Dadat[21]
- 2014 : Finir en beauté
- 2014 : Cultiver l'échec
- 2015 : Les Gagnants
- 2017 : C'est la vie[22]
- 2017 : Stadium[23]
- 2017 : Conversation avec Alain Cavalier[24]
- 2017 : L'Amour en Renault 12[25]
- 2019 : La Dispute[26]
- 2019 : Ce que la vie fait à la politique Performance hommage à Pierre Bourdieu avec Nathalie Baye, Éric Elmosnino et Julie Depardieu.
- 2019 : L'Acteur fragile
- 2019 : Duras & Platini Performance pour France Culture avec Anne Brochet et Laurent Poitrenaux[27].
- 2020 : Boule à neige[28]
- 2021 : Gardien party[29]
- 2021 : Mes parents[30]
- 2024 : La vie secrète des vieux"

## Filmographie
- 2016 : Corps de ballet
- 2018 : Renault 12[31]
- 2022 : La Dispute[32]

## Expositions
- 2022 : « Notre musée - Une collection sentimentale » à la Fondation Lambert avec le festival C'est pas du luxe ![33]

## Publications
- À l'abri de rien, Éditions fragmentaires, 2009, 60 p.
- Pièce en un acte de décès (Finir en beauté),  L'L éditions[34], 2014, 54 p.  (ISBN 978-2-9601533-0-9) puis Finir en beauté : Pièce en un acte de décès, Les Solitaires intempestifs, 2015, 64 p. (ISBN 978-2-84681-460-7)
- Corps de Ballet, co-écrit avec Marion Poussier, FILIGRANES éditions, 2014, 64 p.
- C'est la vie : Une fiction documentaire, Les Solitaires intempestifs, 2017, 55 p. (ISBN 978-2-84681-478-2)
- Stadium, Les Solitaires intempestifs, 2017, 80 p. (ISBN 978-2-84681-533-8)
- La Dispute, Les Solitaires intempestifs, 2019, 72 p.  (ISBN 978-2-84681-597-0)
- L'Acteur fragile, Les Solitaires intempestifs, 2021, 48 p.  (ISBN 978-2-84681-631-1)
- Gardien party, Manuella Éditions[35], 2021, 96 p.  (ISBN 978-2-490505-36-4)
- Mes parents, Les Solitaires intempestifs, 2022, 64 p. (ISBN 978-2-84681-693-9)

## Distinctions

### Récompenses
- 2016 : Grand prix de littérature dramatique pour Finir en beauté[36]
- 2018 : Prix du jeune théâtre Béatrix-Dussane–André-Roussin de l'Académie française pour C'est la vie
- 2020 : TOPOR, prix du Temps retrouvé pour La Dispute, remis au Théâtre du Rond-Point par Jean-Michel Ribes[37]

### Nominations et sélection
- 2023 : Sélection officielle au Festival du documentaire sur la Justice
- Molières 2025 : Molière de l'auteur francophone vivant pour La Vie secrète des vieux